# Maximiliano Ortíz
Maximiliano Iván Ortiz Cuello (Córdoba; 11 de octubre de 1989) es un futbolista argentino naturalizado boliviano. Juega como defensa.

## Trayectoria
En julio de 2015 reforzó a San José. En 2016 Ortíz fue jugador de Blooming. En 2018 fue fichado por The Strongest.

## Selección nacional
En 2017 fue convocado a la Selección boliviana por Mauricio Soria, en una lista de 23 futbolistas para micro-ciclos de entrenamientos para los compromisos frente a Colombia (23 de marzo en Barranquila) y contra Argentina (28 de marzo en La Paz) por las clasificatorias mundialistas Rusia 2018. Hizo su debut con la verde el 24 de marzo de 2018, en el 1-1 contra la Selección de Curazao.

## Clubes
| Club                | País      | Año         |
| ------------------- | --------- | ----------- |
| Instituto (Córdoba) | Argentina | 2010 - 2011 |
| Alumni              | Argentina | 2012 - 2013 |
| Racing (Córdoba)    | Argentina | 2013 - 2014 |
| Nacional Potosí     | Bolivia   | 2015        |
| San José            | Bolivia   | 2016        |
| Blooming            | Bolivia   | 2016 - 2017 |
| The Strongest       | Bolivia   | 2018 - 2020 |
| Jorge Wilstermann   | Bolivia   | 2021 - 2022 |